# Wojny inflanckie
Wojny inflanckie lub dominium Maris Baltici (pol. władztwo Morza Bałtyckiego) – seria konfliktów politycznych i zbrojnych w okresie od 1558 do 1583 roku między państwem polsko-litewskim (od 1569 roku Rzeczpospolitą Obojga Narodów), a Szwecją, Danią i Carstwem Rosyjskim o panowanie na morzu i ziemie zakonu inflanckiego (do 1525 roku gałąź zakonu krzyżackiego).

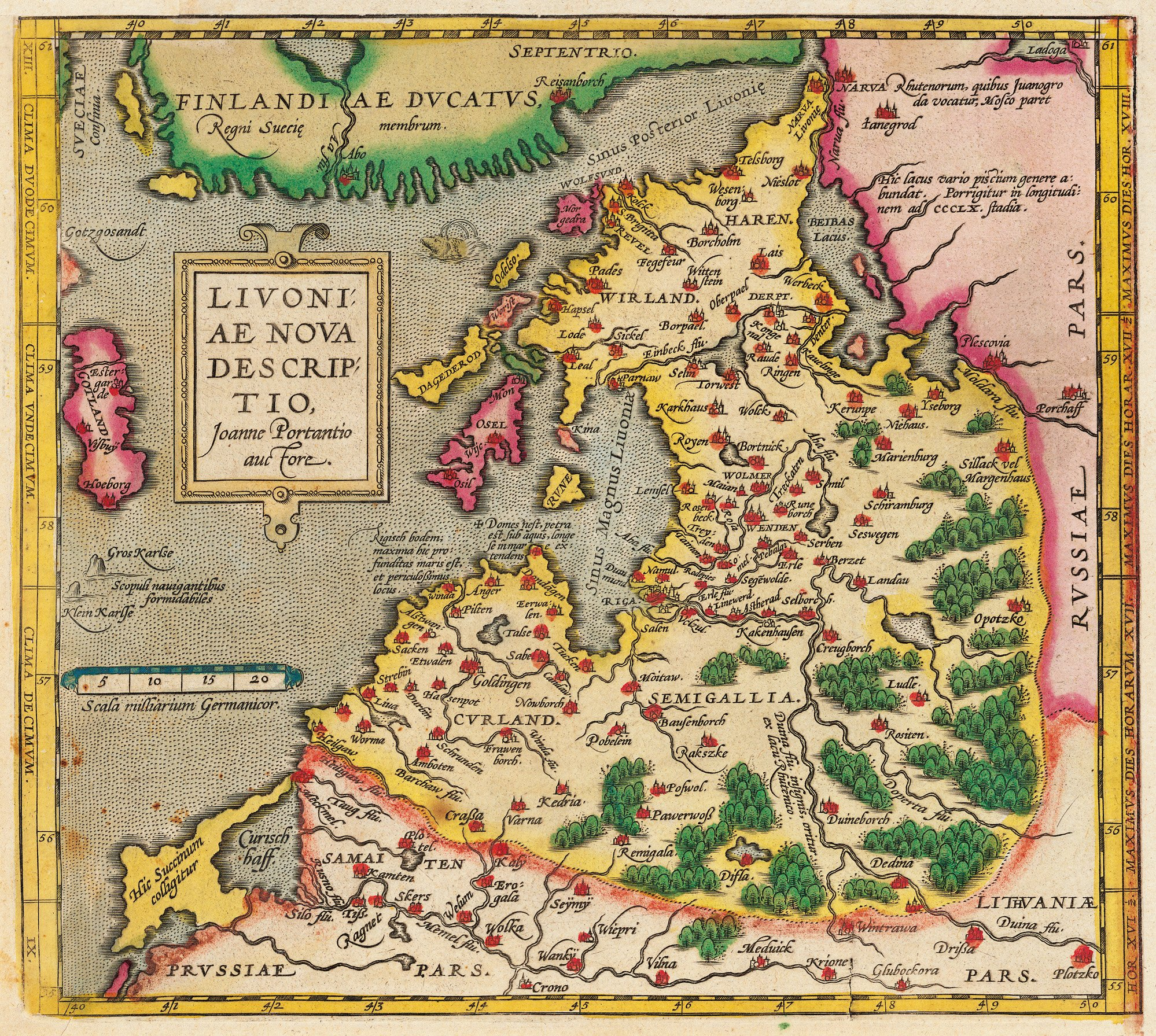
Liwonia w 1573 r.

## Geneza
Począwszy od sekularyzacji zakonu krzyżackiego w Prusach (1525) zakon inflancki zaczął upadać. Sprzyjało temu nastawienie szlachty inflanckiej, która przyszłość swego kraju upatrywała w połączeniu z Rzecząpospolitą. Po zawarciu przez Iwana IV Groźnego paktu z wielkim mistrzem zakonu Henrykiem von Galenem (co było próbą wyłączenia inflanckiej opozycji politycznej z konfliktu moskiewsko-litewskiego) w Inflantach doszło do rozruchów.

## Układ pozwolski i jego konsekwencje
W 1557 Zygmunt II August podjął decyzję o ingerencji w sprawy wewnętrzne tego kraju i zorganizował wyprawę zbrojną przeciw zakonowi, która zaowocowała wymuszeniem przymierza przeciw Moskwie – 14 września 1557 r. w Pozwolu mistrz zakonu Johann Wilhelm von Fürstenberg podpisał tzw. układ pozwolski, w którym zakon zobowiązywał się do sprzyjania Litwie i przyłączenia jego ziem do Rzeczypospolitej.
Car Iwan IV Groźny zareagował aneksją (1558) Dorpatu i Narwy. Po zdobyciu portu w Narwie Rosja uruchomiła stały szlak handlowy, zwany żeglugą narewską, którą Polacy wytrwale zwalczali. Wkrótce do wojny przystąpili też inni pretendenci do spadku po zakonie inflanckim, a mianowicie Dania, która zajęła Ozylię (1560), i Szwecja, która opanowała Rewel (1561).

## Układ wileński i jego konsekwencje
Nowy wielki mistrz – Gotthard Kettler – postanowił oddać się pod opiekę Rzeczypospolitej Obojga Narodów. Zawarty 28 listopada 1561 r. pakt wileński przewidywał sekularyzację zakonu oraz oddanie w lenno księstwa Kurlandii i Semigalii Kettlerowi, który przeszedł na protestantyzm. Rygę i resztę Inflant oddano Rzeczypospolitej.
Taki stan rzeczy nie zadowolił ani Moskwy, ani Szwecji. W rezultacie doszło do wybuchu „północnej wojny siedmioletniej” (I wojna północna), sprzymierzenia Szwecji z Rosją i Polski z Danią (1563) i Lubeką. Kiedy armia Iwana Groźnego zajęła Połock i obszar Litwy na północ od Dźwiny, stało się jasne, że wojny nie da się utrzymać na obszarze Inflant. Gdy na tronie Szwecji zasiadł Jan III, skoligacony z Jagiellonami przez żonę, Katarzynę, doszło do nagłego odwrócenia sojuszy.

## Sojusz Polski ze Szwecją
W 1568 r. doszło do radykalnej zmiany sprzymierzeńców – Polska weszła w sojusz ze Szwecją, a Moskwa z Danią. Po nieudanych próbach uzyskania przewagi, oba obozy sojusznicze zdecydowały się na rokowania pokojowe. 13 grudnia 1570 roku Szwecja, Dania i Polska zawarły pokój w Szczecinie. W jego rezultacie Polska i Litwa zachowały południową część Inflant (z Rygą), Szwecji przypadła Estonia, a Danii okoliczne wyspy (z Ozylią).

## Wznowienie działań wojennych
W 1577 roku car Iwan IV najechał polskie i szwedzkie ziemie Inflant, zajmując większość obszaru, poza Rygą i Rewlem. Odpowiedzią polską były trzy wyprawy wojenne Stefana Batorego, w czasie których zdobył on Połock, Newel, Uświat, Wielkie Łuki i inne miasta, a także oblegał Psków.

## Rozejm w Jamie Zapolskim
Te działania skłoniły cara do zawarcia dziesięcioletniego rozejmu w Jamie Zapolskim (1582), a ich pośrednim skutkiem był zwrot zagrabionych ziem inflanckich i litewskich. Po rozejmie z Moskwą w 1582 r. Inflanty zostały podzielone na trzy województwa: dorpackie, wendeńskie i parnawskie.
Rosja przegrała także wojnę ze Szwecją, w jej wyniku tracąc na skutek traktatu pliuskiego (1583) wywalczony wcześniej dostęp do Bałtyku.

## Skutki wojen inflanckich
W wyniku długotrwałych działań wojennych na obszarze Inflant pod koniec XVI w. przeszły one na własność trzech państw: Szwecji, Danii (wyspa Ozylia) i Polski. Wojny inflanckie nie doprowadziły jednak do ostatecznego rozwiązania kwestii własności tamtejszych ziem. Po wojnach szwedzkich za Jana Kazimierza Polska utraciła na mocy pokoju oliwskiego w 1660 roku 4/5 obszaru Inflant odstąpionych Szwecji, a nazywanych odtąd Inflantami szwedzkimi. Reszta obszaru, zwana Inflantami polskimi, stanowiąca obszar dawnego powiatu dyneburskiego, z miastem Dyneburg pozostała przy Polsce do I rozbioru Polski.